# Değirmendere, Göksun
Değirmendere là một thị trấn thuộc huyện Göksun, tỉnh Kahramanmaraş, Thổ Nhĩ Kỳ. Dân số thời điểm năm 2010 là 2.077 người.